# Vemac Car Company
Vemac Car Company, Ltd., наиболее известная как Vemac (ヴィーマック, Vuīmakku) — мелкосерийный англо-японский автопроизводитель. Компания выпускала гоночные автомобили для использования в чемпионатах JGTC и Super GT.

## История
Компания Vemac Car Company была основана в 1998 году двумя сотрудниками Tokyo R&D, Осаму Хатакава и Масао Оно, которые стремились создать дорожную версию гоночного автомобиля Cadwell. Компания Vemac была основана в 1998 году с помощью близкого друга Оно Криса Крафта — гонщика, ставшего инженером. Материнские компании Vemac: Tokyo R&D, Light Car Company и Composite Group.
С помощью бизнесмена Вернона Фотерингема все трое разработали автомобиль, который стал известен как Vemac RD180; название «Vemac» возникло как комбинация имён трёх человек, которые участвовали в разработке дизайна автомобиля (Vernon, Masao, Chris), в то время как логотип компании представляет национальность трёх человек. Примерно в этот момент компания назначила Ричарда Уорда своим директором по дизайну.
Позже была сформирована дочерняя компания, Vemac Car Company Ltd., её возглавлял сын Криса Крафта Люк. Компания базировалась в Челмсфорде, графство Эссекс. RD180 впервые был представлен в 2000 году. Преемник RD180 — RD200 — был представлен в 2004 году.

## Модельный ряд

### Родстеры
- Vemac RD180 (1998)
- Vemac RD200 (2004)

### Гоночные автомобили
- Vemac RD320R (2002)
- Vemac RD350R (2003)
- Vemac RD408R (2004)
- Vemac RD408H (2005)